# Neofit (Kongai)
Neofit, imię świeckie David Kiplagat Kongai (ur. 1970 w Kesengai) – kenijski duchowny prawosławny w jurysdykcji Patriarchatu Aleksandrii, od 2015 biskup Nieri i Góry Kenia.

## Życiorys
Święcenia diakonatu przyjął 13 września 1997, a prezbiteratu 27 września tego samego roku. 21 grudnia 2014 otrzymał chirotonię biskupią.
W czerwcu 2016 r. uczestniczył w Soborze Wszechprawosławnym na Krecie.